# Yvan De Corte
Yvan De Corte (Deurne, 29 augustus 1971) is een voormalig Belgisch voetballer. 
De Corte voegde zich op 8-jarige leeftijd bij de jeugdopleiding van Antwerp FC. Op 25 juli 1992 stond hij in een oefenwedstrijd voor het eerst tussen de palen van de A-kern van deze club. Hij mocht aan het begin van de tweede helft Wim De Coninck vervangen. De wedstrijd, tegen K. Beerschot AC, eindigde op 1-1. Op uitzondering van het seizoen 1997/98 speelde De Corte echter geen enkele competitiewedstrijd voor Antwerp. Hierdoor werd hij tijdens zijn periode bij Antwerp aan verscheidene clubs uitgeleend. Na zijn transfer in 2001 naar FC Nieuwkerken keerde De Corte nooit terug naar de Belgische eerste klasse. 
In de tweede helft van het seizoen 2002/03 speelde De Corte een belangrijke rol in de promotie van VC Eendracht Aalst 2002 van derde naar de tweede klasse. Hij stopte zijn voetbalcarrière uiteindelijk aan het begin van het seizoen 2006/07 bij de op dat moment vierdeklasser Dilbeek Sport. 